# Pastor leonés

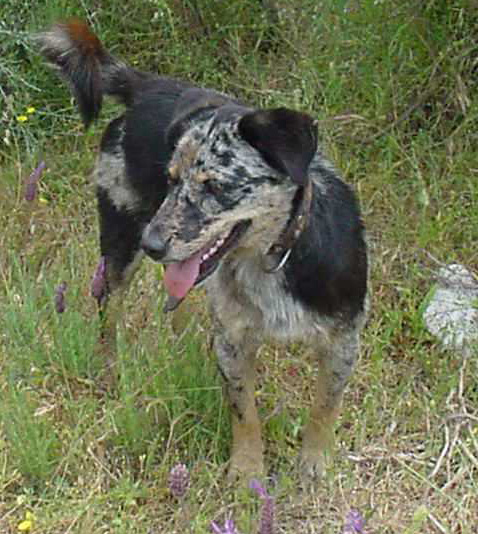
Carea leonés con capa arlequinada.

El perro de pastor leonés, llamado también carea leonés o perro de Aqueda, es una raza de perro pastor, autóctono de la submeseta norte de la península ibérica, reconocida a partir de ejemplares de la provincia de León.

## Apariencia
Animal de tamaño mediano, eumétrico y sublongilíneo, con una alzada a la cruz entre 48 y 55 cm en machos y 45 y 52 cm en hembras. Es un perro activo y siempre alerta, ágil y ligero, para poder arrancar tras el rebaño evitando su dispersión, o para poder correr a por la oveja que se separa del grupo. Su expresión denota viveza e inteligencia.
En cuanto a la capa básica o coloración del pelo, existen animales con pelo negro en todo el cuerpo y otros que, además, presentan manchas de color leonado (rojizo) en las extremidades, la cara y encima de las cejas. En algunos individuos, el color negro del pelo se aclara por disolución del pigmento dando lugar a un mosaico irregular de manchas de color gris azulado más o menos claro e incluso manchas blancas, por todo el cuerpo del animal.

## Temperamento
La razón de ser de los «perros de carea» es la del manejo y guía de rebaños. Los pastores leoneses tienen una disposición innata a ello, con una gran capacidad de atención y aprendizaje, e incansables en su trabajo incluso en las condiciones climáticas más adversas y variables. Son muy apegados al dueño, siempre atentos a sus órdenes, y se someten bien a la disciplina. En ocasiones se muestran algo huraño con los desconocidos.
Trabajan tradicionalmente en asociación con el mastín leonés, que se dedica a la defensa y protección del rebaño.

## Reconocimiento oficial
Es una raza reconocida oficialmente, por la Real Sociedad Canina de España como raza autóctona.
La Sociedad Canina de León, junto con la Universidad de León, está elaborando un plan de recuperación y fomento del perro de carea leonés, pues en caso contrario, su futuro se verá amenazado por la imparable reducción del número de rebaños de ganado ovino en pastoreo y por la creciente difusión de razas caninas extranjeras que podrían conducir en poco tiempo a la sustitución, mestizaje o absorción del perro de carea leonés.

## Pastores leoneses famosos
- Pas, pastor leonés que apareció en la famosa película rodada en España El reino de los cielos, de Ridley Scott.